# Hassel (Luxemburg)
Hassel (en luxemburguès: Haassel) és una vila i centre administratiu de la comuna de Weiler-la-Tour del districte de Luxemburg al cantó de Luxemburg. Està a uns 9,1 km de distància de la ciutat de Luxemburg.